# 은카타베이현

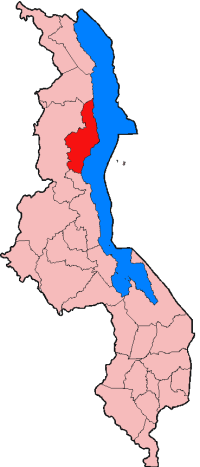
은카타베이 현

은카타베이현(Nkhata Bay District)는 말라위 북부 주에 위치한 현으로, 현도는 은카타베이이며 면적은 4,071km2, 인구는 164,761명이다. 말라위호와 맞닿아 있으며 룸피 현과 은코타코타 현, 음짐바 현과 인접해 있다.